# Tcpdump
برنامه tcpdump یکی از برنامه‌های معمول و متداول جهتتجزیه و تحلیل بسته‌های اطلاعاتی در شبکه‌های کامپیوتری می‌باشد. این برنامه از طریق واسط خط فرمان قابل اجراست. این برنامه به کاربر این قابلیت را می‌دهد که بسته‌های ارسالی یا دریافتی TCP/IP یا مربوط به سایر پروتکل‌ها را در شبکه ایی که رایانه به آن متصل می‌باشد، را مشاهده و تفسیر نماید. این برنامه تحت نظارت پروانه بی‌اس‌دی
، گسترش و توسعه یافته‌است. نرم‌افزار تی سی پی دامپ به صورت نرم‌افزار آزاد در اختیار کاربران قرار دارد.

برنامه تی سی پی دامپ بر روی اکثر نسخه‌های سیستم‌عامل بر پایه شبه یونیکس نظیر لینوکس، سولاریس (سیستم‌عامل), فری‌بی‌اس‌دی، نت‌بی‌اس‌دی، اپن‌بی‌اس‌دی، اواس‌ده، HP-UX، آی‌بی‌ام ای‌آی‌اکس قابل اجراست. در تمامی این سیستم عامل‌ها، برای جمع‌آوری بسته‌ها از کتابخانه libpcap استفاده می‌شود. تطبیق داده شده نرم‌افزار تی سی پی دامپ برای سیستم عامل ویندوز
Windump می‌باشد؛ که از کتابخانه Winpcap که نسخه تطبیق داده شده linpcap برای ویندوز است، استفاده می‌نماید.

## تاریخچه
نسخه اولیه این نرم‌افزار در ۱۹۸۷ میلادی توسط ون جکوبسون، کریگ لرس و استیون مک کین اعضاء گروه تحقیقاتی شبکه واقع در آزمایشگاه ملی لارنس برکلی نوشته شد. تا اواخر سال ۱۹۹۰ میلادی نسخه‌های متعددی از این نرم‌افزار برای گستره وسیعی از سیستم عامل‌ها به وجود آمد، این نرم‌افزارها آنچنان با یکدیگر هماهنگ نبودند. نهایتاً تی سی پی دامپ در سال ۱۹۹۹ توسط میشائل ریچادسون و بیل فرنر ایجاد گردید.

## کارکرد
تی سی پی دامپ رفتار شبکه، کارایی و ترافیک ارسالی و دریافتی توسط برنامه کاربردی بر روی شبکه را تجزیه و تحلیل می‌نماید. همچنین می‌توان از این برنامه برای تجزیه و تحلیل زیرساخت‌های شبکه بهره جست. به عنوان نمونه بررسی این مسئله که بسته‌ها در شبکه به درستی مسیریابی و هدایت می‌شوند، و از این طریق به کاربر این امکان داده می‌شود که منبع مشکلات را شناسایی و محدود نماید.
همچنین تی سی پی دامپ این امکان را به ما می‌دهد، که اطلاعات مربوط به ارتباطات کاربران شبکه و رایانه‌ها را تفسیر و مشاهده نماییم. در صورتی که کاربری بتواند به مسیریاب‌ها و با دروازه‌ها با مجوز ویژه دسترسی داشته باشد و درضمن اطلاعاتی نظیر Telnet یا HTTP در شبکه کدگذاری نشده باشد، قادر خواهد بود که نام کاربری یا رمز عبور و آدرس‌های URL و محتوی سایت‌های دیده شده در شبکه یا هر داده دیگری در شبکه (به شرط آنکه داده‌ها کدگذاری نشده باشند) را مشاهده نماید.

کاربر در صورت تمایل می‌تواند از فیلترهای مبتنی بر BPF استفاده نماید. کاربر از این طریق می‌تواند بسته‌هایی با شرایط و پرتکل‌های دلخواه را جمع‌آوری و تجزیه و تحلیل نماید. کاربرد این قابلیت در شبکه‌هایی با میزان ترافیک بالا می‌تواند مفید باشد.

## نیازمندی‌ها
در برخی از سیستم عامل‌های برپایه یونیکس، به منظور استفاده از این نرم‌افزار، کاربر باید مجوز حق دسترسی ویژه داشته باشد. زیرا جمع‌آوری بسته‌ها در این سیستم عامل‌ها نیازمند حق دسترسی ویژه می‌باشد. (با این حال پس از اینکه عمل ضبط بسته‌ها آغاز شد، می‌توان از گزینه ‎-z برای دور انداختن دسترسی‌های مدیریتی و نازل کردن دسترسی‌ها در حد یک کاربر غیرممتاز استفاده کرد)
در نسخه‌های دیگر سیستم عامل مبتنی بر یونیکس، می‌توان سیتم عامل را به نحوی تنظیم نمود که به کاربرانی که حق دسترسی ویژه ندارند، امکان چمع آوری بسته‌ها داده شود. در این صورت کاربر نیازی به حق دسترسی ویژه نخواهد داشت.